# Teatro Larrañaga
Le Teatro Larrañaga est un théâtre situé à Salto, capitale du département de Salto, en Uruguay. C'est avec l'Ateneo de Salto l'une des plus importantes salles de spectacle du centre historique de la ville de Salto. Ce théâtre est même considéré comme l'un des sites artistiques de l'Uruguay.

## Situation
Situé en plein cœur du centre historique de Salto, le théâtre longe la rue Joachim Súarez, rue perpendiculaire à la rue Uruguay, une des deux principales artères urbaines de la ville avec la rue Artigas. Il se trouve au nord-est de la place Treinta-y-Tres, la plus ancienne place de Salto.

## Description
Le Teatro Larrañaga a été  inauguré en 1882, succèdant à une petite salle théâtrale existant depuis 1850. Ce bel édifice a été financé pour sa construction par les habitants de la ville. Depuis son ouverture, il a représenté pendant de longues décennies la principale scène artistique de la ville. Le théâtre s'ouvre par un vaste hall d'accueil donnant sur une belle scène encadrée de trois étages semi circulaires à balcons. L'intérieur du bâtiment est richement orné avec ses murs tapissés, son plafond plat et le rideau de scène peint par des artistes de renom. La salle de spectacle, composée en rez-de-chaussée et en balcons étagés sur trois niveaux, peut recevoir jusqu'à 600 spectateurs.
Le théâtre a de plus la réputation d'être considéré comme ayant une des meilleures acoustiques du pays. Bien que l'architecte du Théâtre soit d'origine britannique, le bâtiment est d'inspiration italienne dans sa conception architecturale, notamment  le grand tympan supérieur de la façade extérieure du théâtre où est inscrite la date d'inauguration. De même, le portique ionique se distingue par son accès.
À l'instar d'autres édifices de Salto dont l'Ateneo de Salto, le palais Córdoba ou encore le musée Gallino des Beaux Arts, il fait partie des constructions monumentales où l'éclectisme était la norme recherchée à cette époque. Le théâtre connut une florissante animation culturelle avec de nombreuses productions artistiques et littéraires depuis sa création en 1882. Par la suite, il entra en déclin dès 1932. En 1953, la ville de Salto le reprit en main pour y relancer les activités artistiques sans, toutefois, retrouver sa splendeur passée.
Une partie du bâtiment a été aménagée en musée du Teatro Larrañaga qui a été inauguré en août 1984 permettant d'admirer des meubles, des costumes et diverses affiches d'anciennes œuvres,. Le musée est géré par la ville de Salto.
Le Teatro Larrañaga a été classé Monument  Historique National en 1972. et il est également administré par la municipalité de Salto. Il figure parmi les trente sites classés de la ville. Outre son espace muséographique dont l'accès est libre au public, le théâtre s'est ouvert aux projections cinématographiques.

## Galerie

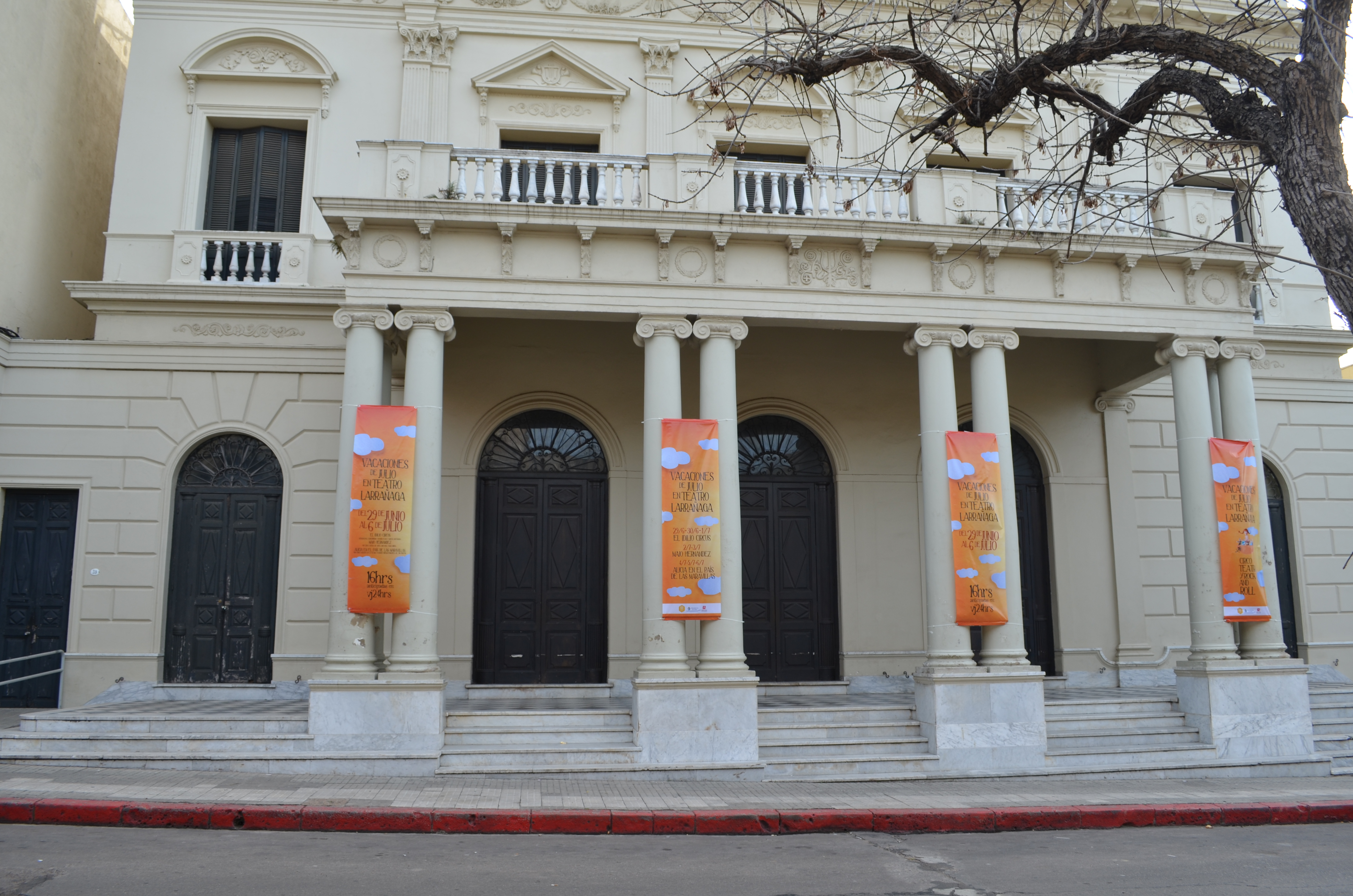
Façade du Teatro Larrañaga.
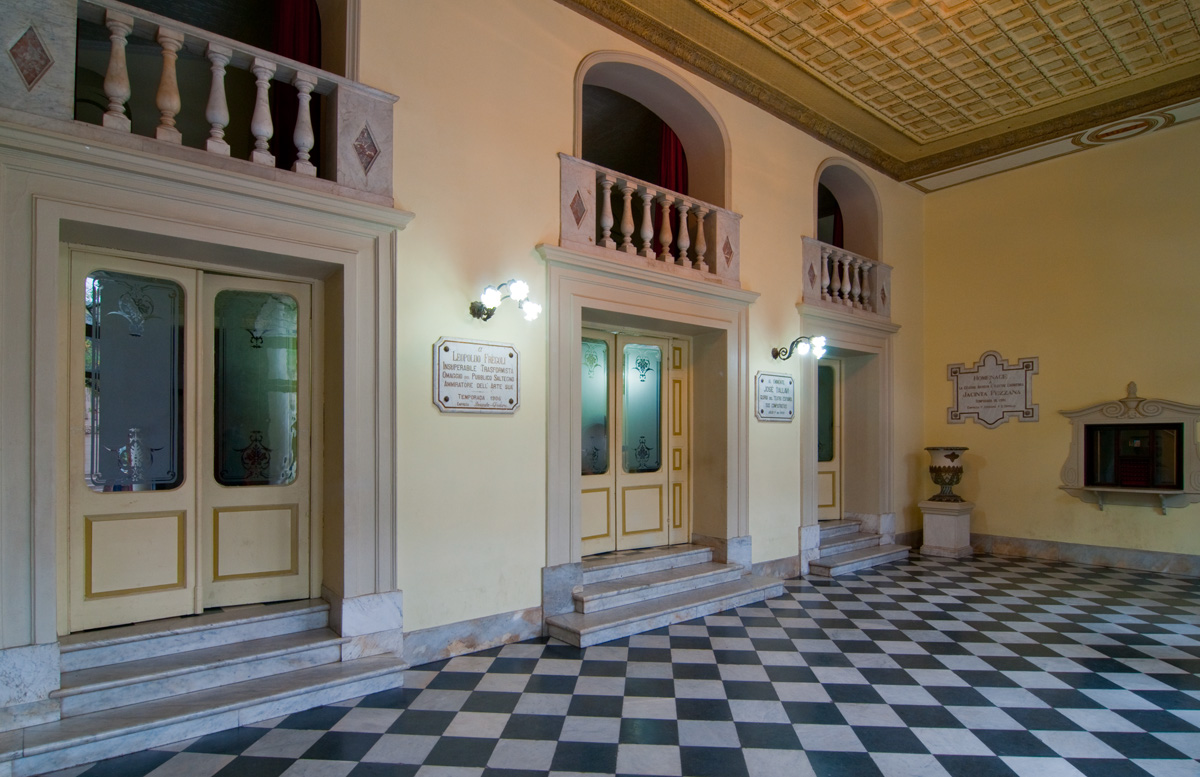
Hall de l'entrée principale du Teatro Larrañaga.
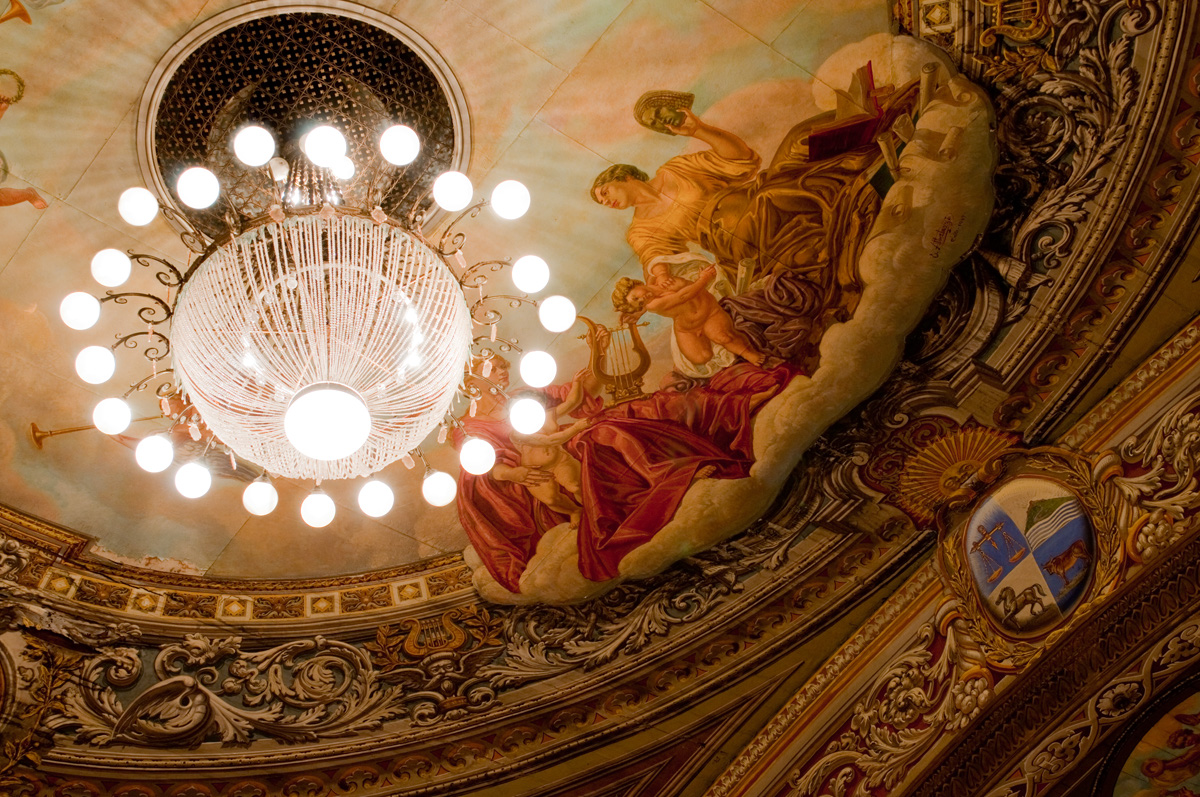
Intérieur du Teatro Larrañaga.
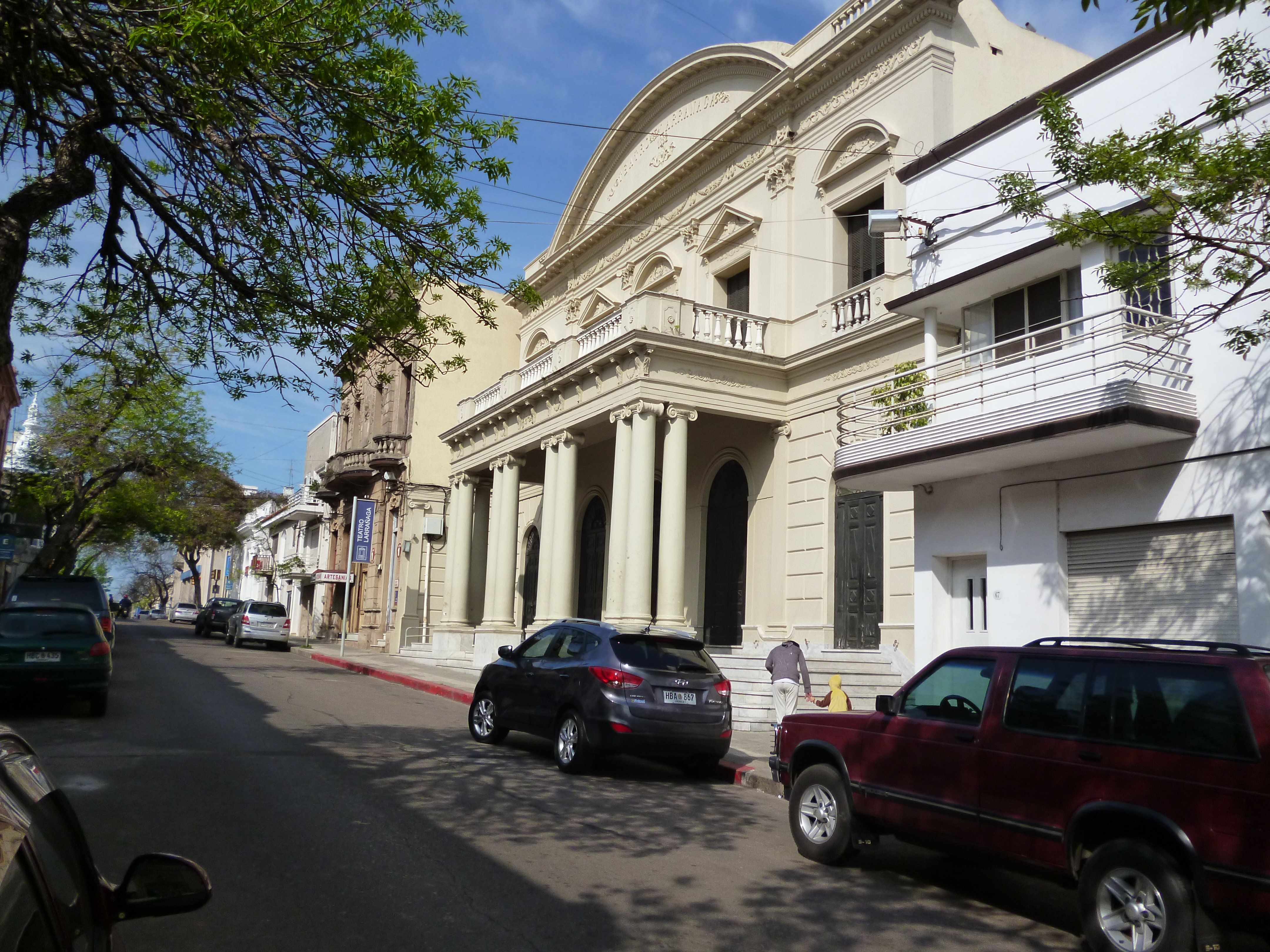
La rue longe le Teatro Larrañaga.